# Açor-nortenho
O açor-nortenho ou açor-comum (Astur gentilis) é uma ave de rapina da família Accipitridae, distribuída por todas as regiões temperadas do hemisfério norte.
Antes era classificado no genêro Accipiter mas estudos feitos por Therese Catanach e colaboradores colocam o Açor-nortenho em um genêro proprio (com outras especies) chamado Astur

## História
É a ave que aparece na bandeira dos Açores. O arquipélago dos Açores deve o seu nome ao açor, porque quando os descobridores do arquipélago lá chegaram pensaram ver açores. Mais tarde, concluiriam que as aves eram, afinal, uma subespécie local da águia de asa redonda (Buteo buteo rothschildi), apelidadas hoje em dia pelos açorianos de "milhafres" ou "queimados".
Outra teoria aponta que o Açores provém do nome azzurro em italiano ou azureus em latim, que significa Azul em português, como referência ao céu azul num dia brilhante e claro aquando da descoberta ao longe das ilhas. Esta teoria é sustentada por uma outra que afirma que as ilhas dos Açores já apareciam inclusive em portulanos genoveses do século XIV.

## Características

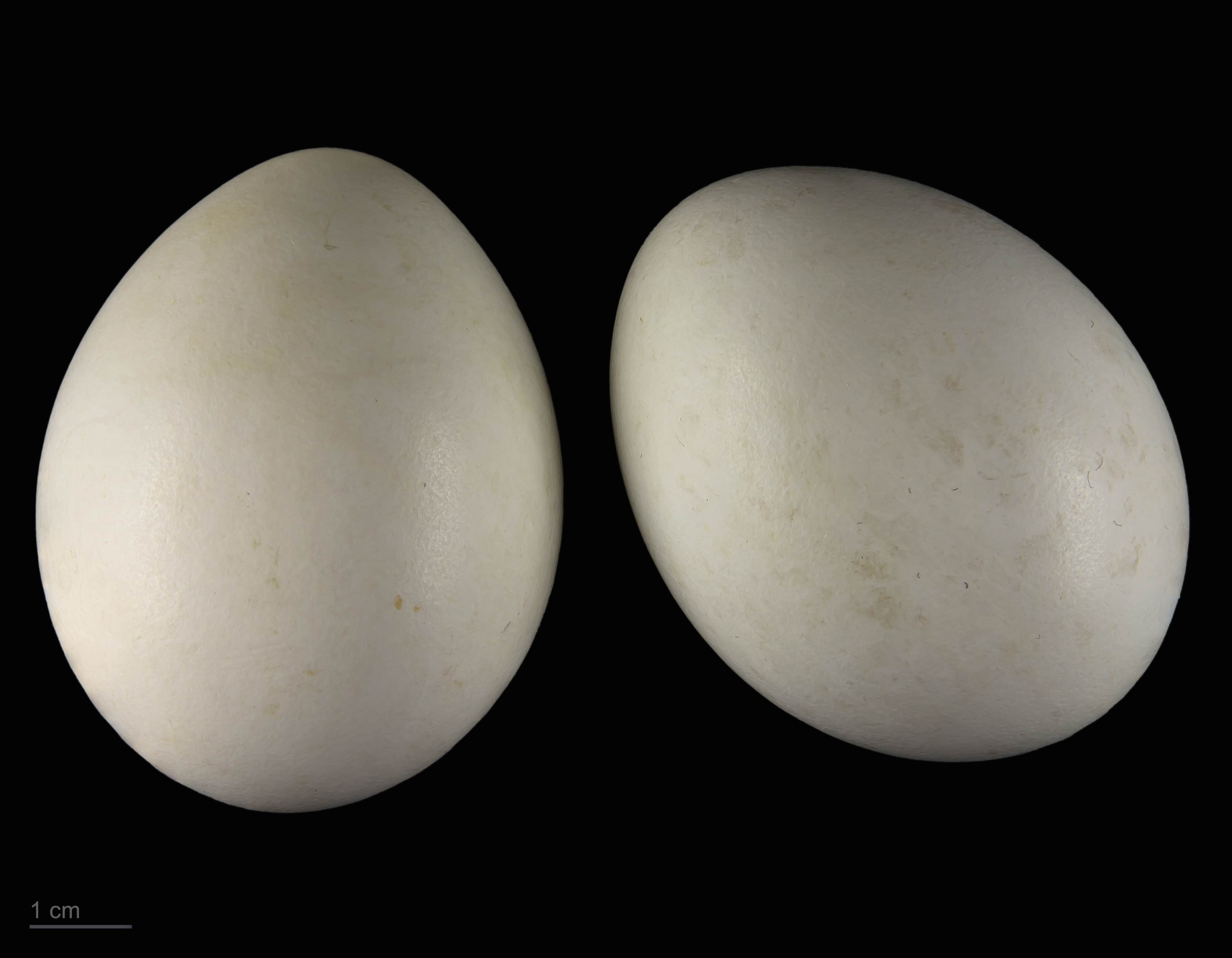
Accipiter gentilis - MHNT

É um ave de rapina diurna, parecida com o falcão, com um comprimento de aproximadamente 50 cm, cor preta e ventre branco com manchas pretas; asas e bico pretos, cauda cinzenta, manchada de branco e pernas amareladas. Era muito apreciado antigamente em falcoaria.

## Alimentação
Esta ave caça outras aves menores e pequenos mamíferos confiando no efeito surpresa, aproveitando posições elevadas para o efeito. São predadores oportunistas e as suas principais presas são esquilos, galináceos, pica-paus, e pássaros.

## Comportamento
A época de acasalamento é a melhor altura para observar esta ave. Nesta altura, o seu chamamento, parecido com o da gaivota, torna-o fácil de localizar.